# Garth Drabinsky
Garth Howard Drabinsky (Toronto, Ontario, 27 de octubre de 1949) es un productor de cine y de teatro y empresario. En 2009 fue condenado y sentenciado a prisión por fraude y falsificación. La sentencia fue reducida en apelación al Tribunal de apelación de Ontario y a la Corte Suprema de Canadá, que declinó escuchar una subsecuente apelación.

## Carrera teatral y cinematográfica

### Cine
Nacido en Toronto, Ontario, Drabinsky se graduó en la Universidad de Toronto con una licenciatura  de Bachillerato de leyes en 1973 y fue llamado a la barra en Ontario en 1975. Iniciándose en el negocio del espectáculo en 1978 como un productor de cine independiente (a través de Tiberius Entertainment Limited, formado con Joel Michaels) y distribuidor de cine (a través de Pan-Canadian Film Distributors Inc., formado con Nat Taylor), fue el productor de las siguientes películas:
- The Disappearance (1977)
- The Silent Partner (1978)
- Al final de la escalera (1980)
- Tribute (1980)
- The Amateur (1981)
- Losin' It (1983)
- El Evangelio de Juan (2003)
- A media luz (2004)

En abril de 1979, él y Nat Taylor cofundaron Cineplex Odeon Corporation, que creó una cadena de multicines para el mercado canadiense. Para mayo de 1984, había adquirido Odeon Cinemas, convirtiéndose en una empresa importante de la industria. Se amplió aún más a través de la adquisición de varias cadenas de cine de Estados Unidos, pero Drabinsky dejó la empresa en diciembre de 1989.

### Teatro
Aprovechó su condición de propietario del Teatro Ed Mirvish de Toronto para formar la compañía de producción teatral que cotiza en bolsa,Live Entertainment Corporation of Canada, Inc., también conocida como Livent. La compañía se expandió, construyendo y remodelando varios teatros, incluyendo el Teatro Oriental de Chicago y realizó acuerdos de gestión de otros en Toronto, Vancouver y Nueva York. Se hizo famoso por sus producciones (obtuvo 19 premios Tony, de un total de 61 nominaciones), entre sus obras de teatro destacan:
- El fantasma de la ópera (1989)
- Yosef y su Sorprendente Manto de Sueños en Tecnicolor (1992)
- El beso de la mujer araña (1992)
- Show Boat (1993)
- Ragtime (1996)
- Sunset Boulevard (1995)
- Fosse (1999)

premio Tony por mejor musical*premio Tony por mejor reanimación de un musical **

### Después de Livent
Drabinsky sigue activo en la industria del entretenimiento de Canadá, a través de Tiberius Entertainment (ahora conocido como Garth H. Drabinsky Productions). En 2011, promovió la película Barrymore en el Festival Internacional de Cine de Toronto, basada en la obra con Christopher Plummer.

## Insolvencia de Livent y procedimientos posteriores
En noviembre de 1998, Livent solicitó protección por bancarrota en Estados Unidos y Canadá, reclamando una deuda de 334 millones de dólares, y los reguladores de valores de Canadá y Estados Unidos comenzaron a investigar los libros de Livent.

### Procedimientos judiciales en Canadá
El 25 de marzo de 2009, Drabinsky y Myron Gottlieb, cofundadores de Livent, fueron declarados culpables de fraude y falsificación en el Tribunal Superior de Justicia de Ontario por falsear los estados financieros de la compañía entre 1993 y 1998. Drabinsky fue condenado a siete años de cárcel el 5 de agosto de 2009 por su papel en el caso.
Drabinsky presentó una apelación en la Corte de apelaciones de Ontario con respecto a su sentencia el 3 de septiembre de 2009. Durante ese recurso, se quedó en libertad bajo fianza. El 13 de septiembre de 2011, el tribunal de apelación, mientras que la defensa de convicciones, redujo la pena de Drabinsky a 5 años. Drabinsky solicitó permiso para apelar ante la Corte Suprema de Canadá y la demanda fue desestimada sin costes el 29 de marzo de 2012. Drabinsky iba a ser originalmente encarcelado en la Prisión de Millhaven, para ser evaluado allí. En diciembre de 2011 ingresó en la prisión de Fenbrook, una prisión de mínima seguridad, en Gravenhurst (Ontario) y abandonó la prisión con libertad condicional en febrero de 2013. A Drabinsky se le otorgó plena libertad condicional el 20 de enero de 2014.
Los procedimientos administrativos se iniciaron contra Livent, Drabinsky y otros por la Comisión de seguridad de Ontario en 2001, y fueron suspendidos en 2002 hasta que todos los procedimientos penales pendientes se completaron. En febrero de 2013, la COS anunció que las audiencias sobre el asunto tendrían lugar el 19 de marzo de 2013. En septiembre de 2014, el COS anunció que se había llegado a un acuerdo con Myron Gottlieb, pero los procedimientos continúan en contra de los otros partidos.

### Procedimientos judiciales en Estados Unidos
En enero de 1999, Livent alcanzó un acuerdo administrativo con la Securities and Exchange Commission, mientras que los procedimientos civiles y penales fueron perseguidos por simultáneamente contra Drabinsky, Gottlieb y otros exempleados de Livent.
En 2005, los antiguos inversores en bonos corporativos de Livent ganaron un acuerdo de 23,3 millones de dólares contra Drabinsky y Gottlieb en la United States District Court for the Southern District of New York, para que la ejecución de la sentencia fuera confirmada por la Corte de apelaciones de Ontario en 2008.

### Inhabilitación
El 17 de julio de 2014 Drabinsky fue inhabilitado por el Tribunal de la Sociedad de Abogados de Canadá por conducta impropia. La orden del tribunal, con efecto inmediato, revocó su licencia para ejercer la abogacía en Ontario.

## Orden de Canadá
El 29 de noviembre de 2012, el Gobernador general David Johnston, firmó una ordenanza de terminación con el fin de revocar la membresía de Drabinsky en la Orden de Canadá, originalmente conferida en 1995. Drabinsky posteriormente presentó una solicitud ante la Corte Federal de Canadá para bloquear su destitución, que fue desestimada el 9 de enero de 2014, posteriormente apeló la decisión de la corte federal de apelaciones. La apelación fue oída en diciembre de 2014, y en definitiva rechazada cuando el Tribunal Federal de Apelación publicó su hallazgo, al mes siguiente, donde se concluyó que no había ninguna base para intervenir en el asunto.